# Gesang der Geister über den Wassern

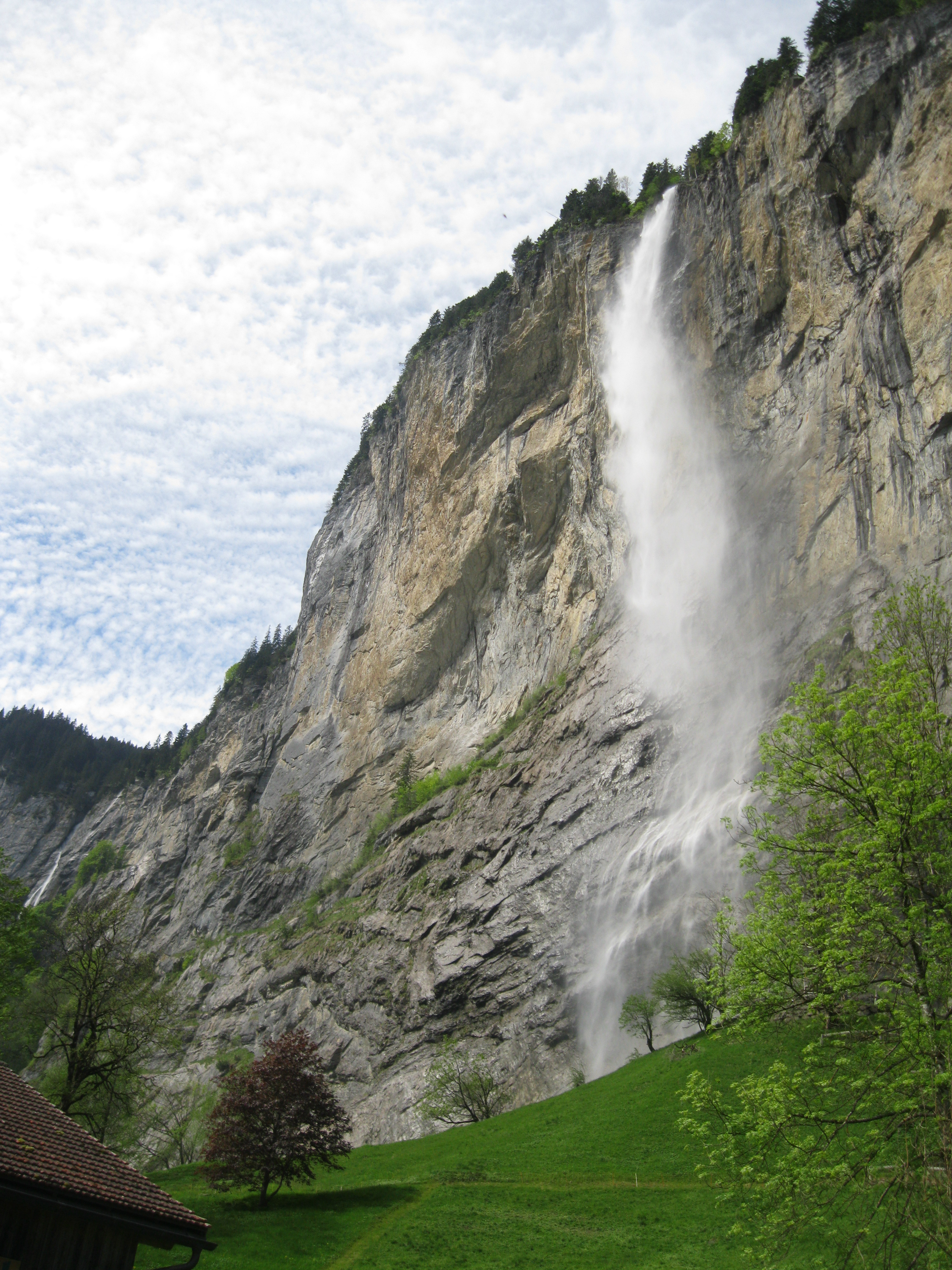
Der Staubbachfall im Lauterbrunnental diente Goethe als Inspiration für das Gedicht

Gesang der Geister über den Wassern ist ein sechsstrophiges Gedicht von Johann Wolfgang von Goethe aus dem Jahr 1779. Es entstand während Goethes Aufenthalt in Lauterbrunnen im Rahmen seiner zweiten Schweizreise. Es wird zur lyrischen Gattung der Gedankenlyrik gezählt.

## Entstehung
Das Gedicht entstand auf Goethes zweiter Reise in die Schweiz 1779. Vom 9. bis 11. Oktober hielt sich der Autor mit anderen Reisenden im Gebiet von Lauterbrunnen im Berner Oberland auf. Unter dem Eindruck des 300 Meter hohen Staubbachfalls, der zwischen Lauterbrunnen und Stechelberg liegt, sandte Goethe das sechsstrophige Gedicht unter dem Titel Gesang der lieblichen Geister in der Wüste an Charlotte von Stein. In diesem Titel zeigt sich eine deutliche Parallele zum ein paar Jahre zuvor entstandenen Gedicht Mahomets Gesang, welches ebenfalls einen Fluss ins Zentrum stellt, der sich seinen Weg durch Felsen zu bahnen versucht. Die Wüstenthematik tritt in Gesang der Geister über den Wassern in Form der Berge in Erscheinung, da alpine Regionen gemäß der vorherrschenden zeitgenössischen Meinung nichts Anderes als unwirtliches Land waren und viele Gefahren bargen.
Diese erste Fassung sah eine Aufteilung der Verse auf zwei geisterhafte Stimmen wie folgt vor: Erster Geist Verse 1–4, 8–17, 23–24, 28–29 sowie 32–33. Dem zweiten Geist sind demnach die Verse 5–7, 18–22, 25–27 sowie 30–31 zugeordnet. Diese Steinsche Fassung beinhaltet zudem einige kleinere Abweichungen von der Druckfassung aus dem Jahr 1789. So verzichtet der Autor im elften Vers auf das Wort Dann, im fünfzehnten heißt es lediglich schleiernd anstatt verschleiernd und im einunddreißigsten heißt es Alle die Wogen anstelle von Schäumende Wogen. Die dialogische Aufteilung findet sich ebenfalls in einer unbetitelten Abschrift Johann Gottfried Herders genauso wie in der Abschrift Luise von Göchhausens, die den Titel Vor’m Staubbach trägt.
Unter dem bis heute aufgeführten Titel wurde das Gedicht erstmals im achten Band der Schriften 1789 gedruckt. Im Vergleich zur Version, die Goethe an Charlotte von Stein sandte, finden sich hier die genannten Abwandlungen. Später wurden vom Autor keine Änderungen mehr vorgenommen, so dass es sich hierbei um die Ausgabe letzter Hand handelt.
Peter Härtling stellt die Entstehung des Gedichts in den Kontext einer Art Flucht Goethes vor der Beziehung zu Charlotte von Stein und beschreibt dies wie folgt:

„Er wendete sich ab und ließ sich mitreißen. Nicht, um zu vergessen. Das konnte er nie. Doch er wollte, was ihn bedrängte und fortdrängte, mit neuen Bildern und Erfahrungen beantworten, sich für eine Weile von einer Liebe befreien, die ihm noch nicht zur Last, aber gewiß lästig geworden war.“

## Text des Gedichts
Nachstehend sind die Fassung der Handschriften (links), mit der Verteilung des Textes auf zwei Sprecher bzw. Sänger (singende Geister), und die Endfassung der Drucke seit 1789 einander gegenübergestellt.
      1. [Geist]

Des Menschen Seele

Gleicht dem Wasser

Vom Himmel kommt es

Zum Himmel steigt es

      2. [Geist]

Und wieder nieder

Zur Erde muß  es

Ewigwechselnd.

      1. [Geist]

Strömt von der hohen 

Steilen Felswand

Der reine Strahl

Stäubt er lieblich 

Zu Wolken-Wellen

Zum glatten Fels

Und leicht empfangen 

Wallt er schleirend

Leisrauschend 

Zur Tiefe nieder

      2. [Geist]

Ragen Klippen 

Dem Sturz entgegen

Schäumt er unmutig

Stufenweise

Zum Abgrund.

      1. [Geist]

Im flachen Bette

Schleicht er das Wiestal  hin.

      2. [Geist]

Und im glatten See

Weiden ihr Antlitz

Alle Gestirne

      1. [Geist]

Wind ist der Welle

lieblicher Buhler

      2. [Geist]

Wind mischt von Grund aus 

Alle die Wogen

      1. [Geist]

Seele des Menschen

Wie gleichst du dem Wasser

      2. [Geist]

Schicksal des Menschen

Wie gleichst du dem Wind.
Gesang der Geister über den Wassern

Des Menschen Seele

Gleicht dem Wasser:

Vom Himmel kommt es,

Zum Himmel steigt es,

Und wieder nieder

Zur Erde muß  es,

Ewig wechselnd.

Strömt von der hohen,

Steilen Felswand

Der reine Strahl,

Dann stäubt er lieblich

In Wolkenwellen

Zum glatten Fels,

Und leicht empfangen,

Wallt er verschleiernd,

Leisrauschend,

Zur Tiefe nieder.

Ragen Klippen

Dem Sturze entgegen,

Schäumt er unmutig

Stufenweise

Zum Abgrund.

Im flachen Bette

Schleicht er das Wiesental hin,

Und in dem glatten See

Weiden ihr Antlitz

Alle Gestirne.

Wind ist der Welle

Lieblicher Buhler;

Wind mischt vom Grund aus

Schäumende Wogen.

Seele des Menschen,

Wie gleichst du dem Wasser!

Schicksal des Menschen,

Wie gleichst du dem Wind!

## Form und Inhalt
Das Gedicht besteht aus sechs unterschiedlich langen Strophen, wobei die zweite mit zehn Versen die längste bildet. Bezüglich des Versmaßes kann von freien Rhythmen gesprochen werden, wobei die meisten Verse eine zweihebig-alternierende Struktur aufweisen. Jedoch finden sich insbesondere gegen Ende des Werkes vermehrt unregelmäßige Verse, beispielsweise Schleicht er das Wiesental hin oder Wind mischt vom Grund aus. Die Versenden besitzen zumeist eine weibliche Kadenz. Inhaltlich zieht Goethe einen Vergleich zwischen den Naturelementen und dem menschlichen Dasein; konkret stellt er der menschlichen Seele das Element Wasser gegenüber und nennt Ähnlichkeiten zwischen beidem. Als Hauptthema tritt dabei die Vergänglichkeit des menschlichen Lebens auf. Der Wind verkörpert das Vorherbestimmtsein des Lebens. Während die Seele des Menschen dem unausweichlichen Lebensende entgegengeht, ist auch das Schicksal fremdbestimmt und jeder Versuch der Menschen, es selbst in die Hand nehmen zu wollen, kann nur scheitern.
In der ersten Strophe stellt der Autor die Ähnlichkeiten zwischen der menschlichen Seele und dem Element Wasser fest, da beides vom Himmel kommt, wieder aufsteigt und zwangsläufig wieder auf die Erde kommt. Es ergibt sich also ein unendlicher Kreislauf.  Die zweite und dritte Strophe beschreiben, wie „der reine Strahl“ die hohe Klippe herunterfließt, wo er jedes Hindernis umgeht, um schließlich „leisrauschend“ wieder im Bachbett anzukommen. In der vierten Strophe hat sich der Lauf des Baches wieder beruhigt und mündet schließlich in einen See, der so klar ist, dass die Sterne darin gespiegelt werden.  Die fünfte und sechste Strophe behandeln den Einfluss des Windes, der hier die äußere Kraft des Schicksals darstellt. Ihm ist es möglich, den vorübergehend ruhigen Zustand des Wassers aufzuschäumen und so bestimmte Entwicklungen in Gang zu setzen, denen die menschliche Seele ausgeliefert ist.

## Interpretation

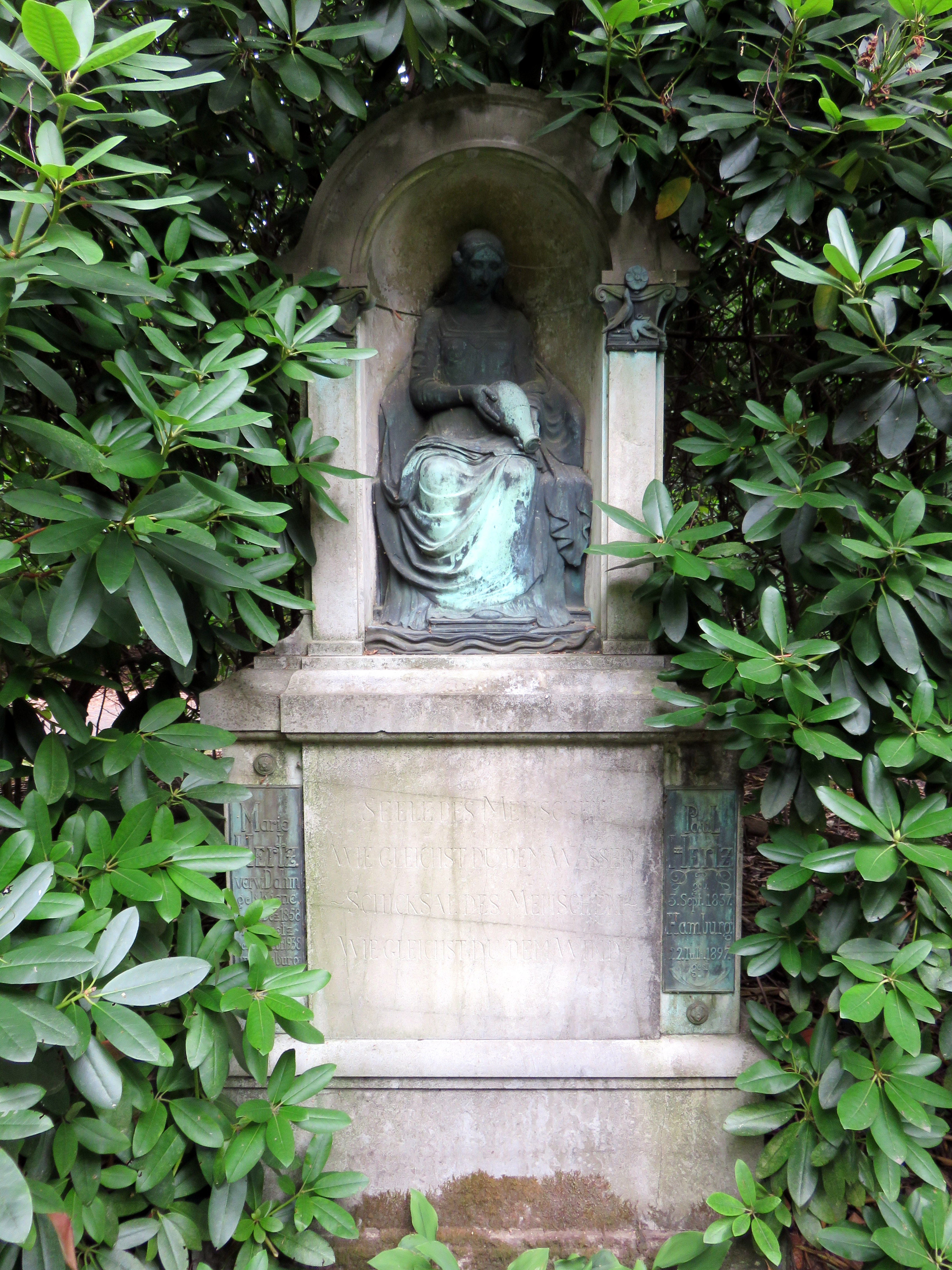
Grabskulptur mit der letzten Strophe auf dem Friedhof Ohlsdorf

Das Gedicht zieht einen Vergleich zwischen dem menschlichen Dasein und dem Element Wasser. In der kritischen Werkausgabe zu Goethe wird die Intention des Autors in Anlehnung an den Kulturhistoriker Victor Hehn folgendermaßen beschrieben:
„Wie das Wasser in ewigem Steigen und Niederfallen zwischen Himmel und Erde hin- und herschwebt, so die Menschenseele zwischen Realem und Idealem, zwischen Notdurft und Begeisterung, zwischen Gemeinem und Ewigem, oder wie man die Gegensätze sonst fassen soll. Und wie das fließende Element, von Klippen im Sturz aufgehalten, unmutig zischt und schäumt, dann im Wiesentale ruhig sich ausbreitend den Mond und die Gestirne spiegelt, so regen heftige Leidenschaften die Seele in trüber Verworrenheit auf, oder mit klarer Harmonie nimmt sie die Bilder der Welt und der ewigen himmlischen Ideen in sich auf. Jene Klippen sind dann die Hindernisse, an denen der begehrende Wille zersplittert.“
Der Mensch ist demnach sowohl Teil des himmlischen wie auch des irdischen Reiches. In diesem äußeren Rahmen läuft das gesamte menschliche Dasein ab. Als weitere bestimmende Macht auf individueller Ebene tritt das Schicksal auf, welches immer wieder eingreift, sei es in positiver oder negativer Weise. Der Mensch ist diesen Einflüssen völlig ausgeliefert und es liegt allein an diesen von außen gegebenen Faktoren, wie sein Dasein verläuft.
Eine andere Betrachtungsweise findet sich bei Terence James Reed, der im schicksalshaften Eingreifen des Windes „den seelischen Störfaktor Liebe“ auszumachen glaubt. Diese These führt er insbesondere auf die Bezeichnung „lieblicher Buhler“ zurück. Dieser Vers legt nahe, dass der Wind stets etwas Liebliches an sich hat, wobei er relativiert, dass Liebe nicht die einzige Schicksalskraft sei. Und in der Tat glich Goethes Aufbruch in die Schweiz einer Art Flucht vor der Beziehung zu Charlotte Stein, die ihm gemäß Härtling „lästig“ wurde. Dieser sieht im Gedicht dann auch ein Gleichnis für den inneren Zustand des Dichters in jener Zeit.

## Vertonungen (Auswahl)
- Ferdinand von Hiller: Das hohe Lied (1847)
- Carl Loewe: Gesang der Geister über den Wassern (1840)
- Franz Schubert: Gesang der Geister über den Wassern (Fragment, entstanden ab 1816, posthum veröffentlicht; D484 sowie D538, D704, D705, D714)